# Лајблфинг
Лајблфинг (њем. Leiblfing) општина је у њемачкој савезној држави Баварска. Једно је од 37 општинских средишта округа Штраубинг-Боген. Према процјени из 2010. у општини је живјело 3.919 становника. Посједује регионалну шифру (AGS) 9278146.

## Географски и демографски подаци
Лајблфинг се налази у савезној држави Баварска у округу Штраубинг-Боген. Општина се налази на надморској висини од 366 метара. Површина општине износи 78,4 km². У самом мјесту је, према процјени из 2010. године, живјело 3.919 становника. Просјечна густина становништва износи 50 становника/km².